# Liste der Monuments historiques in Kœnigsmacker
Die Liste der Monuments historiques in Kœnigsmacker führt die Monuments historiques in der französischen Gemeinde Kœnigsmacker auf.

## Liste der Objekte
| Bezeichnung                            | Beschreibung | Standort                       | Kennzeichnung | Schutzstatus | Datum | Bild |
| -------------------------------------- | --- | ------------------------------ | ------------- | ------------ | ----- | ---- |
| Retabel des Hauptaltars                | Stein, farbig gefasst, 1628 | in der Kapelle St-Roch (Lage)  | PM57000110    | Classé       | 1980  |      |
| Kruzifix                               | Holz, farbig gefasst, 1793 | im Pfarrhaus (Lage)            | PM57001026    | Inscrit      | 1990  |      |
| Marienaltar                            | linker Seitenaltar; Altartisch, Retabel und vier Skulpturen; Holz, farbig gefasst und vergoldet, 1743; Nicolas Greeff d. J. zugeschrieben  | in der Kirche St-Martin (Lage) | PM57001024    | Inscrit      | 1990  |      |
| Epitaph für Peter Klop und Anna Vensch | Kalkstein, farbig gefasst, 1631 | in der Kapelle St-Roch (Lage)  | PM57000111    | Classé       | 1980  |      |
| Skulptur Christus in der Rast          | Kalkstein, 1580 | in der Kapelle St-Roch (Lage)  | PM57000112    | Classé       | 1980  |      |
| Altarbild Heilige Familie              | aus der Friedhofskapelle; Holz, farbig gefasst und vergoldet, 18. Jahrhundert, von Nicolas Greeff d. J.                                    | in der Kirche St-Martin (Lage) | PM57001025    | Inscrit      | 1990  |      |
| Kelch und Patene                       | Silber, vergoldet, 1627 | in der Kirche St-Martin (Lage) | PM57000108    | Classé       | 1971  |      |
| Hauptaltar                             | Altartisch, Tabernakel und Retabel; Holz, farbig gefasst und vergoldet, 1732 bzw. 1743 von Nicolas Greeff d. J.                            | in der Kirche St-Martin (Lage) | PM57001019    | Inscrit      | 1990  |      |
| Skulptur Heiliger Rochus               | Holz, farbig gefasst, 18. Jahrhundert | in der Kirche St-Martin (Lage) | PM57001021    | Inscrit      | 1990  |      |
| Kelch                                  | Silber, vergoldet, 18. Jahrhundert | in der Kirche St-Martin (Lage) | PM57000109    | Classé       | 1971  |      |
| Skulptur Heiliger Urban                | Holz, farbig gefasst, zweites Viertel des 18. Jahrhunderts; Nicolas Greeff d. J. zugeschrieben                                             | in der Kirche St-Martin (Lage) | PM57001020    | Inscrit      | 1990  |      |
| Skulptur Heiliger Sebastian            | Holz, farbig gefasst, 18. Jahrhundert | in der Kirche St-Martin (Lage) | PM57001022    | Inscrit      | 1990  |      |
| Josephsaltar                           | rechter Seitenaltar; Altartisch, Retabel und vier Skulpturen; Holz, farbig gefasst und vergoldet, 1742; Nicolas Greeff d. J. zugeschrieben | in der Kirche St-Martin (Lage) | PM57001023    | Inscrit      | 1990  |      |